# Атлетика на Летњим олимпијским играма 1900 — скок удаљ без залета за мушкарце
Такмичење у дисциплини скок удаљ без залета за мушкарце, на Олимпијским играма 1900. у Паризу било је први пут на програму игра. Одржано је 16. јула. За такмичење су се пријавила 4 такмичара из 2 земље.

## Земље учеснице
- Француска (1)
- Сједињене Државе (3)

## Рекорди пре почетка такмичења
| Најбољи резултат на свету | непознато                      | непознато                      | непознато                      | непознато                      | непознато                      |
| Олимпијски рекорд         | први пут на олимпијским играма | први пут на олимпијским играма | први пут на олимпијским играма | први пут на олимпијским играма | први пут на олимпијским играма |

## Победници
| Злато:                    | Сребро:                         | Бронза:                |
| Реј Јури Сједињене Државе | Ирвинг Бакстер Сједињене Државе | Емил Торшбеф Француска |

## Нови рекорди после завршетка такмичења
| Олимпијски рекорд | 3,21 | Реј Јури | Сједињене Државе | Париз, Француска | 16. јул 1900. |

## Резултати
| Место | Атлетичар                                | Резултат  |
| ----- | ---------------------------------------- | --------- |
| 1     | Реј Јури Сједињене Америчке Државе       | 3,21 м ОР |
| 2     | Ирвинг Бакстер Сједињене Америчке Државе | 3,135 м   |
| 3     | Емил Торшбеф Француска                   | 3,03 м    |
| 4     | Луис Шелдон Сједињене Америчке Државе    | 3,02 м    |

## Занимљивости
Реј Јури је победио у сва три такмичења у скоковима без залета, а Ирвинг Бакстер је сва три пута био други.